# Ángel Ortuño
Ángel Ortuño (Guadalajara, 1969-Guadalajara, 24 de septiembre de 2021) fue un poeta, bibliotecario y profesor universitario mexicano. 

## Biografía
Licenciado en Letras Hispánicas por la Universidad de Guadalajara, en 1997 se incorporó al personal de la Biblioteca Iberoamericana Octavio Paz, donde trabajó de cerca con su entonces director, el escritor Fernando del Paso. Más tarde, también se desempeñó como profesor de la Licenciatura en Escritura Creativa, impartida en el Centro Universitario de Ciencias Sociales y Humanidades de la Universidad de Guadalajara.
A lo largo de su carrera literaria, colaboró en diversas revistas literarias, tales como Crítica, Luvina, Cantera Verde, Cuadernos Salmón, Tierra Adentro, La Tempestad, La Colmena y Letras Libres, y publicó más de una decena de poemarios y plaquettes. En abril de 2008, junto a los poetas Carlos Vicente Castro, Eduardo Padilla, Sergio Ernesto Ríos, Timo Berger y Alejandro Tarrab fundó la revista Metrópolis (2008-2015).
Falleció el 24 de septiembre de 2021, a causa de una complicación respiratoria. Fue hermano del también escritor Antonio Ortuño.

## Publicaciones
- Las bodas químicas (Secretaría de Cultura de Jalisco, 1994)
- Siam (filodecaballos, 2001)
- Aleta dorsal. Antología falsa (1994-2003) (Universidad de Guadalajara - Ediciones Arlequín, 2003)
- El decapitado recalcitrante, pliego de poesía de la revista La Colmena, núm. 49 (Universidad Autónoma del Estado de México, 2006)[7]
- Minoica (con Eduardo Padilla, Bonobos, 2008)
- Boa (Mantis Editores, 2009)
- Mecanismos discretos (Mano Santa Editores, 2011)
- Perlesía (Bonobos, 2012)
- 1331 (Conaculta, 2013)
- Seamos buenos animales (Editorial Foc, antología, 2014)
- Poemas swinger y otros malentendidos (BongoBooks, 2014)
- El amor a los santos (Ediciones El Viaje, 2015)
- Turbogirl. Historias de la mamá del diablo (Ediciones Aguadulce - Trabalis Editores, 2015)
- COLA GOZA DE CANCÚN. Combate el frío (Taller de Ediciones Económicas, 2016)
- Muñecos infernales (antología personal de textos no coleccionados) (filodecaballos, 2016)
- Tu conducta infantil ya comienza a cansarnos (La Liga de la Justicia Ediciones, 2017)
- Gas lacrimógeno y otras cosas que no son poemas (Universidad de Guanajuato, 2018)
- La edad de oro (Ediciones El Viaje, 2020)
- Circo de tres pistas (con Ramiro Lomelí y Manolo Marcos, póstumo, Cartonera del Escorpión Azul y La Rueda Cartonera, 2022)
- Material de lectura núm. 226, selección y nota introductoria de Luis Vicente de Aguinaga (UNAM, 2023)[8]
- Cuaderno verde escolar, cuidado de la edición y posfacio de Carlos Vicente Castro (compilación de poesía inédita en separata de la revista digital Grafógrafxs, Universidad Autónoma del Estado de México, 2023)[9]
- El Palacio de las Uñas, antología de poesía publicada e inédita, selección y posfacio de Carlos Vicente Castro (Impronta Casa Editora y Metrópolis Ediciones, 2023)